# Myioclura melusina
Myioclura melusina là một loài ruồi trong họ Tachinidae.